# Abdulla Shahid
Abdulla Shahid (عبد الله شاهد), né le 26 mai 1962 à Malé, est un homme politique maldivien. Il est ministre des Affaires étrangères depuis 2018 et président de l'Assemblée générale des Nations unies du 14 septembre 2021 au 13 septembre 2022.